# Биолошка енергија
Биолошка енергија је енергија која се добија из материје биолошког поријекла (биомасе).
У биомасу спадају:
- дрво
- пиљевина и дрвени отпаци
- слама
- стајско гнојиво
- шећерна трска
- алге
- друге врсте биљака, често кукуруз, соја итд.

Биомаса је обновљиви извор енергије, за разлику од необновљивих (нафта, гас, угаљ). Најчешћи начин кориштења биолошке енергије је спаљивањем, гдје произведена топлота може директно да се искористи за гријање. 
Други начин је издвајање алкохола као код биогорива.
Сличан термин али са другим значењем је биоенергија.